# Siikajärvi (sjö i Enare, Lappland)
Siikajärvi är en sjö i kommunen Enare i landskapet Lappland i Finland. Arean är 37 hektar och strandlinjen är 5,24 kilometer lång. Sjön  ingår i Neidenälvens huvudavrinningsområde.   Den ligger omkring 360 kilometer norr om Rovaniemi och omkring 1100 kilometer norr om Helsingfors. 
Siikajärvi ligger väster om Saarijärvi. 